# Haidenweiher
Der Haidenweiher liegt ca. 1,3 Kilometer südwestlich der Ortsgemeinde Dreifelden im Westerwaldkreis und ist mit ca. 30 Hektar Wasserfläche der zweitgrößte Weiher der Westerwälder Seenplatte. Er ist durch einen Ablaufgraben mit dem Dreifelder Weiher verbunden und dient heute der Satzfischaufzucht. Der 1979 zum Naturschutzgebiet erklärte Weiher ist von einem dichten Wald umgeben. An seinem Ufer nisten nun auch wieder seltene Vogelarten, besonders Sumpfvögel.

## Geschichte

### Entstehung
Der vom Grafen Friedrich zu Wied angelegte Haidenweiher wurde erstmals 1691 urkundlich erwähnt. Schon damals diente der See, wie auch die anderen Seen der Westerwälder Seenplatte, der Fischzucht, die noch bis heute betrieben wird.

### Herkunft des Namens
Der Name des Weihers deutet auf den Zustand der Landschaft zu seiner Entstehungszeit hin: Durch die intensive und jahrhundertelange Viehweidenutzung durch die benachbarten Ortschaften entwickelte sich um den See herum eine Weide- und Heidelandschaft. Durch diesen Umstand bedingt nistete der heute selten gewordene Kiebitz oft in dieser Region. Deshalb wurden seine Eier gesammelt und als Delikatesse an die Hofküche in Neuwied verkauft.

## Naturschutzgebiet
Der Haidenweiher wurde am 20. Januar 1979 von der Bezirksregierung Koblenz als Naturschutzgebiet ausgewiesen. Dieser war eine Unterschutzstellung vom 1. August 1976 vorangegangen. Das Schutzgebiet hat eine Größe von etwa 35 ha und liegt in der Gemarkung von Steinebach an der Wied.
Der Schutzzweck ist die Erhaltung des Feuchtgebietes mit seinen Wasserflächen, Flachwasserzonen, Sumpfflächen und anschließenden feuchten Grünlandflächen als Standort seltener Pflanzen sowie als Lebensraum in ihrem Bestande bedrohter und seltener Tierarten, insbesondere seltener Vogelarten aus wissenschaftlichen Gründen.
Seit 2019 ist der Haidenweiher zusammen mit den anderen Weihern der Westerwälder Seenplatte im Besitz der NABU-Stiftung Nationales Naturerbe.